# Hyde County (South Dakota)
Hyde County ist ein County im Bundesstaat South Dakota der Vereinigten Staaten. Das U.S. Census Bureau hat bei der Volkszählung 2020 eine Einwohnerzahl von 1262 ermittelt.

## Geographie
Das County hat eine Fläche von 2224 Quadratkilometern; davon sind 15 Quadratkilometer (0,65 Prozent) Wasserflächen. Er ist in zwei Townships eingeteilt: Valley und William Hamilton; sowie drei unorganisierte Territorien: Central Hyde, Crow Creek und North Hyde.

## Geschichte
Das County wurde am 8. Januar 1873 gegründet und die Verwaltungsorganisation am 1. Oktober 1883 abgeschlossen. Es wurde nach James Hyde (1842–1902) benannt, einem Überlebenden des Kriegsgefangenenlagers Andersonville und Abgeordneten in der gesetzgebenden Versammlung des Dakota-Territoriums.
Drei Bauwerke und Stätten des Countys sind im National Register of Historic Places (NRHP) eingetragen (Stand 2. August 2018).

## Städte und Gemeinden
- Highmore, Stadt